# Grand-Charmont
Grand-Charmont ist eine französische Gemeinde mit 5.865 Einwohnern (Stand: 1. Januar 2022) im Département Doubs in der Region Bourgogne-Franche-Comté.

## Geographie
Grand-Charmont liegt auf 333 m über dem Meer, etwa drei Kilometer nordöstlich der Stadt Montbéliard (Luftlinie). Das Dorf erstreckt sich in der leicht gewellten Landschaft nördlich des Beckens von Montbéliard, in einer Mulde, die im Süden vom Hügel Chaux, im Norden vom Waldgebiet der Grands Bois flankiert ist.
Die Fläche des 4,56 km² großen Gemeindegebiets umfasst einen Abschnitt der gewellten Landschaft nördlich von Montbéliard. Der zentrale Teil des Gebietes wird von der ungefähr einen km² großen Mulde von Grand-Charmont eingenommen, die durchschnittlich auf 330 m liegt. Sie wird nach Westen zur Lizaine entwässert. Nach Osten leitet ein breiter Sattel zum Tal der Savoureuse über. Durch die Colline de la Chaux, einen langgezogenen Hügel (406 m), der die südliche Grenze markiert, wird die Mulde von der südlich gelegenen Talebene des Allan getrennt. Nach Norden erstreckt sich das Gemeindeareal über den langsam ansteigenden Hang von Fougères bis in das ausgedehnte Waldgebiet der Grands Bois. Auf einer Anhöhe nördlich von Fougères wird mit 425 m die höchste Erhebung von Grand-Charmont erreicht.
Zu Grand-Charmont gehören neben dem ursprünglichen Ort folgende Ortsteile:
- Charmontey (345 m) am Nordfuß des Hügels Chaux
- Le Giboulon (350 m) am Nordfuß des Hügels Chaux
- Les Graverots (350 m) am Nordfuß des Hügels Chaux
- Les Fougères (370 m) am Hang nördlich der Mulde von Grand-Charmont
- Les Grands-Bois (385 m) auf der Höhe am Rand des gleichnamigen Waldgebietes

Nachbargemeinden von Grand-Charmont sind Châtenois-les-Forges im Norden, Nommay und Vieux-Charmont im Osten, Sochaux im Süden sowie Montbéliard und Bethoncourt im Westen.

## Geschichte
Die erste urkundliche Erwähnung von Grand-Charmont erfolgte gegen Ende des 12. Jahrhunderts unter dem Namen Calmons. Der Ortsname ist von den lateinischen Wörtern calx (Kalk) und mons (Berg) abgeleitet. Lange Zeit hieß die Ortschaft Charmont-des-Bois. Seit dem Mittelalter gehörte Grand-Charmont zum Herrschaftsgebiet der Grafen von Montbéliard. Mit der Annexion der Grafschaft Württemberg-Mömpelgard (Montbéliard) gelangte das Dorf 1793 endgültig in französische Hand. Nach dem Deutsch-Französischen Krieg wurde von 1876 bis 1878 das Fort de la Chaux als Teil des Festungssystems um Montbéliard und Belfort erbaut.
Lange Zeit landwirtschaftlich orientiert, entwickelte sich Grand-Charmont im Verlauf des 20. Jahrhunderts zum Vorort von Montbéliard. Zu Beginn der 1960er Jahre wurden südlich und nördlich des alten Ortskerns innert kurzer Zeit zahlreiche fünf- bis achtstöckige Wohnblöcke hochgezogen, in denen sich hauptsächlich Arbeiter der Peugeot-Fabriken (Sochaux, Montbéliard) mit ihren Familien niederließen. Dies führte zu einem Anstieg der Einwohnerzahl um 6000 Personen innerhalb von 10 Jahren. Die Wirtschaftskrise und die Restrukturierung der Industrie im Pays de Montbéliard in der Zeit von 1983 bis 1990 führten dazu, dass viele zugezogene Familien die Neubausiedlungen wieder verließen. Heute gehört Grand-Charmont zum Gemeindeverband Pays de Montbéliard Agglomération.

## Sehenswürdigkeiten

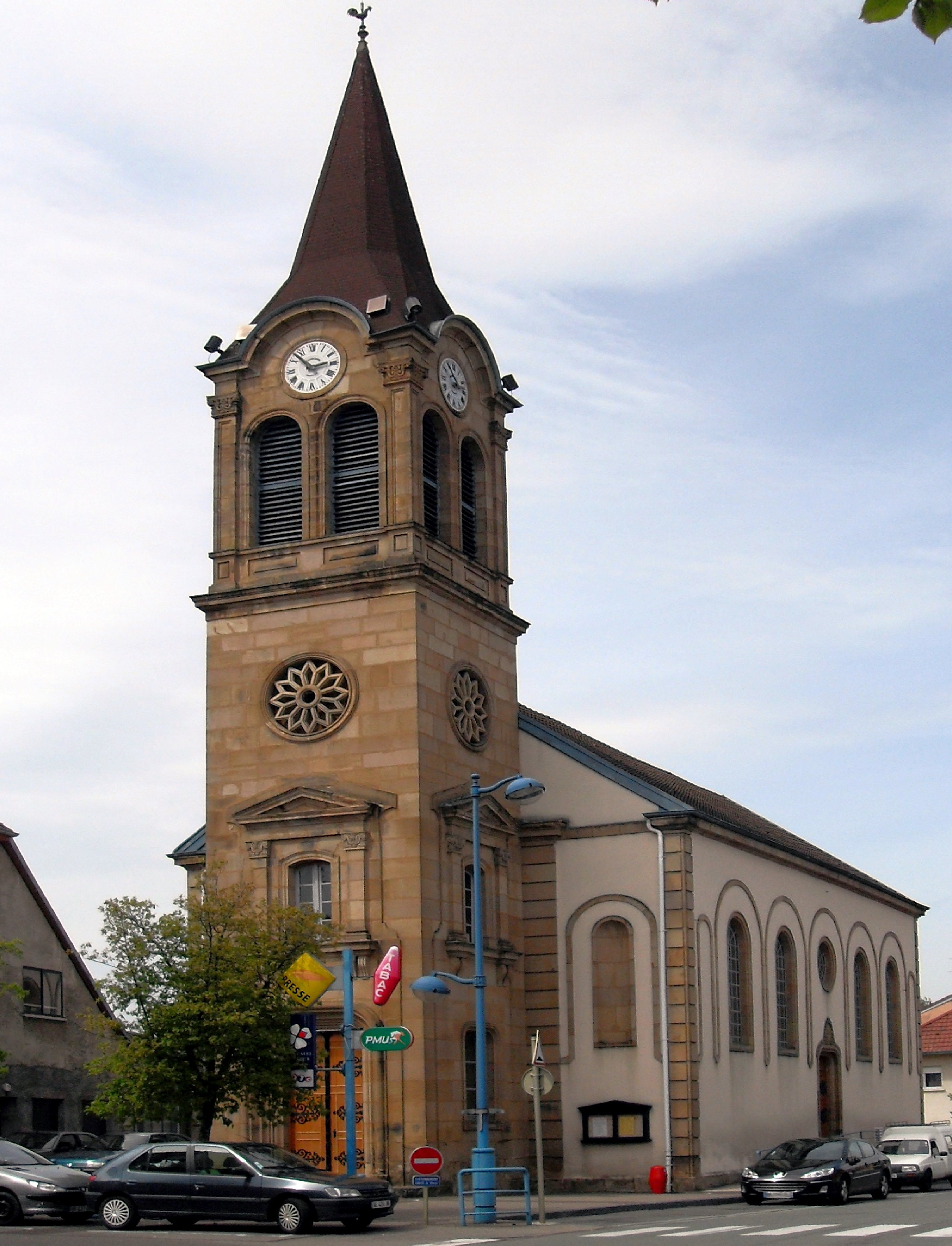
Lutherische Kirche

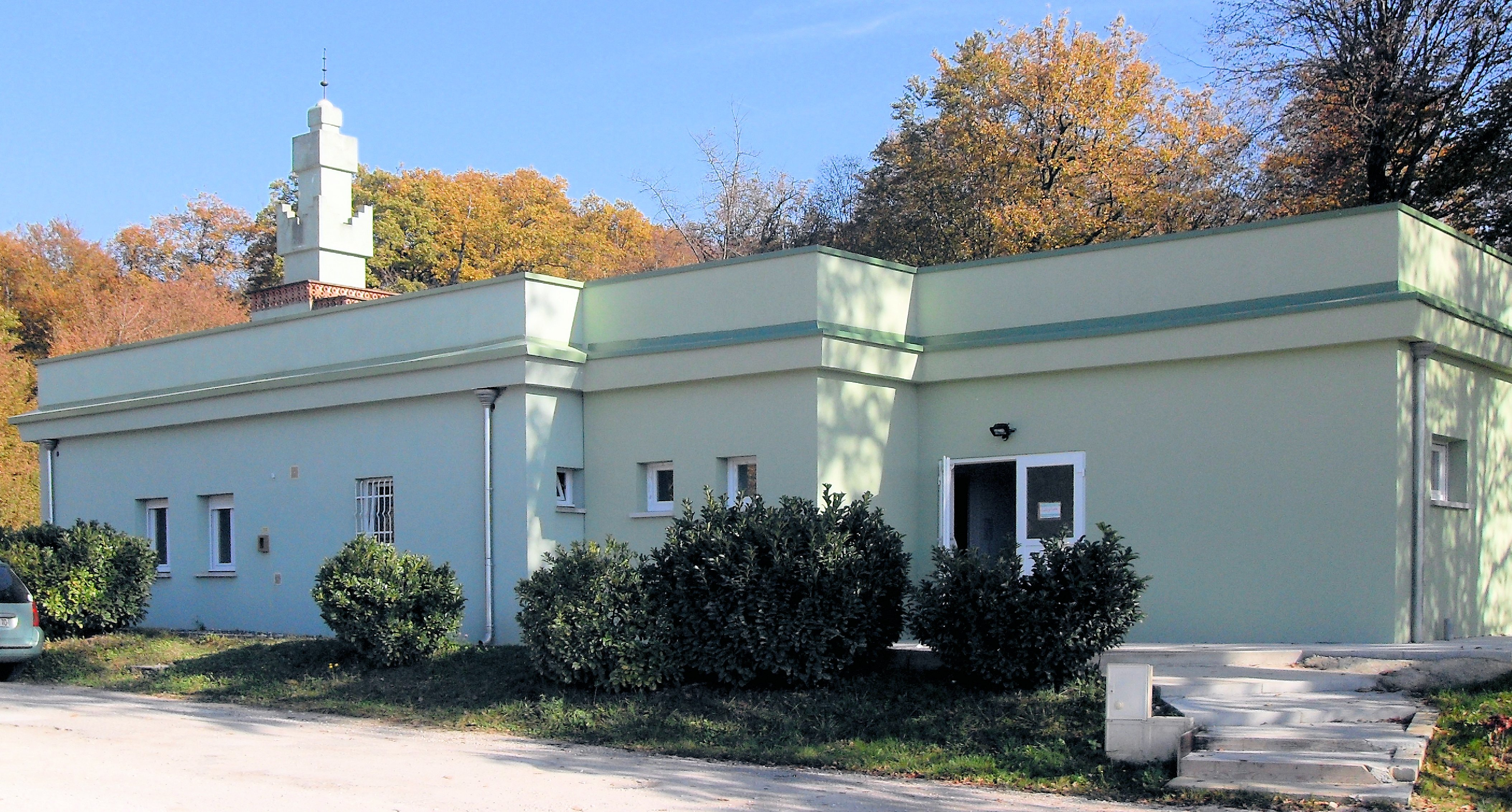
Moschee

Die protestantische Lutherische Kirche (Église luthérienne) von Grand-Charmont wurde von 1860 bis 1861 nach Plänen M. Wetzels errichtet und ersetzte einen Vorgängerbau aus den Jahren 1823 bis 1825. Des Weiteren gibt es zwei moderne katholische Kirchenbauten: Notre-Dame du Bon Accueil (1954) im Ortsteil Le Giboulon und die Kirche Saint-François d’Assise (1964) in der Form eines Champignons im Ortsteil Les Fougères. Auf dem Hügel Chaux befinden sich das mittlerweile aufgegebene Fort de la Chaux (1878) sowie ein Areal mit verschiedenen Freizeit- und Sportmöglichkeiten.

Kirche Saint-François d’Assise
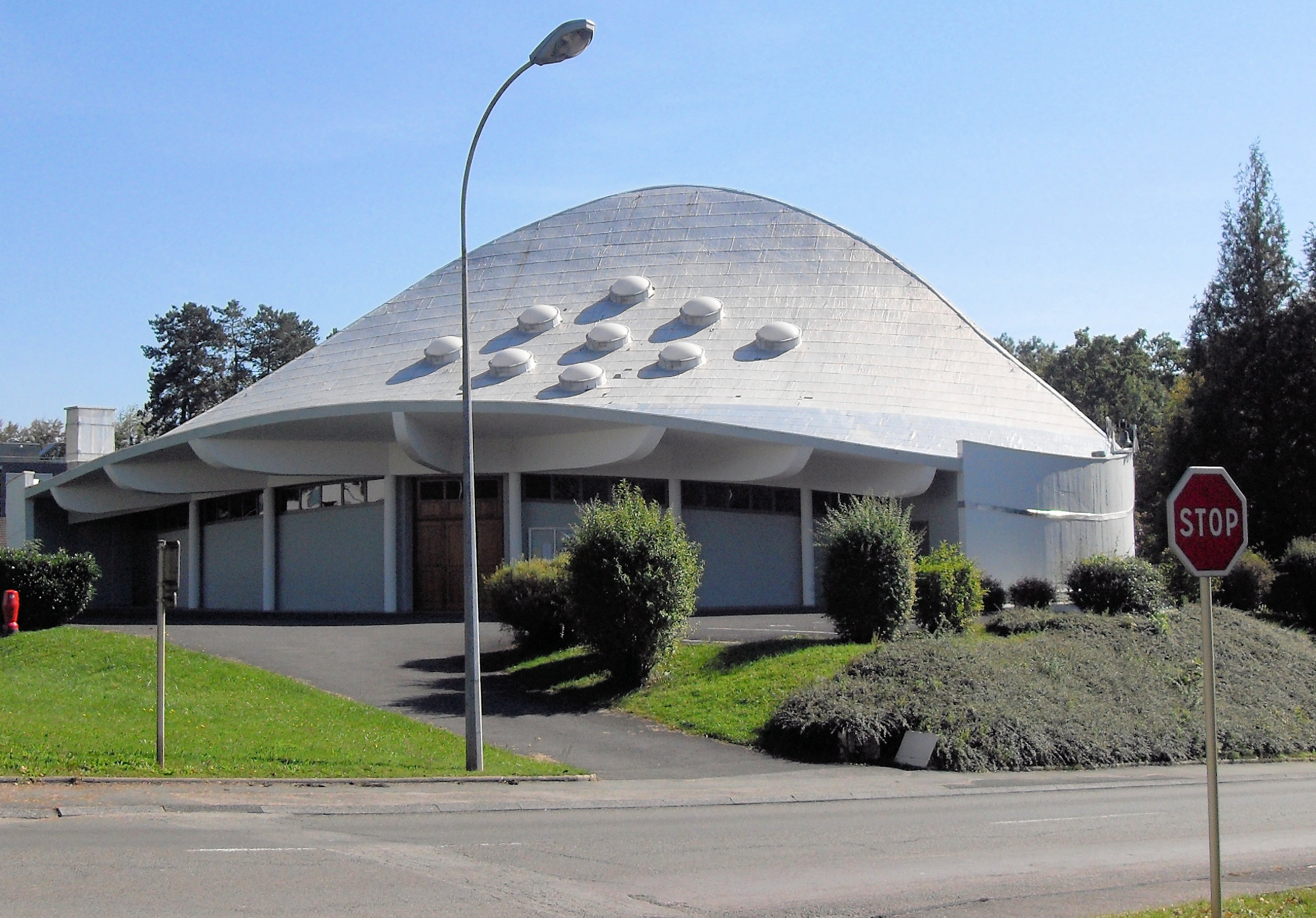
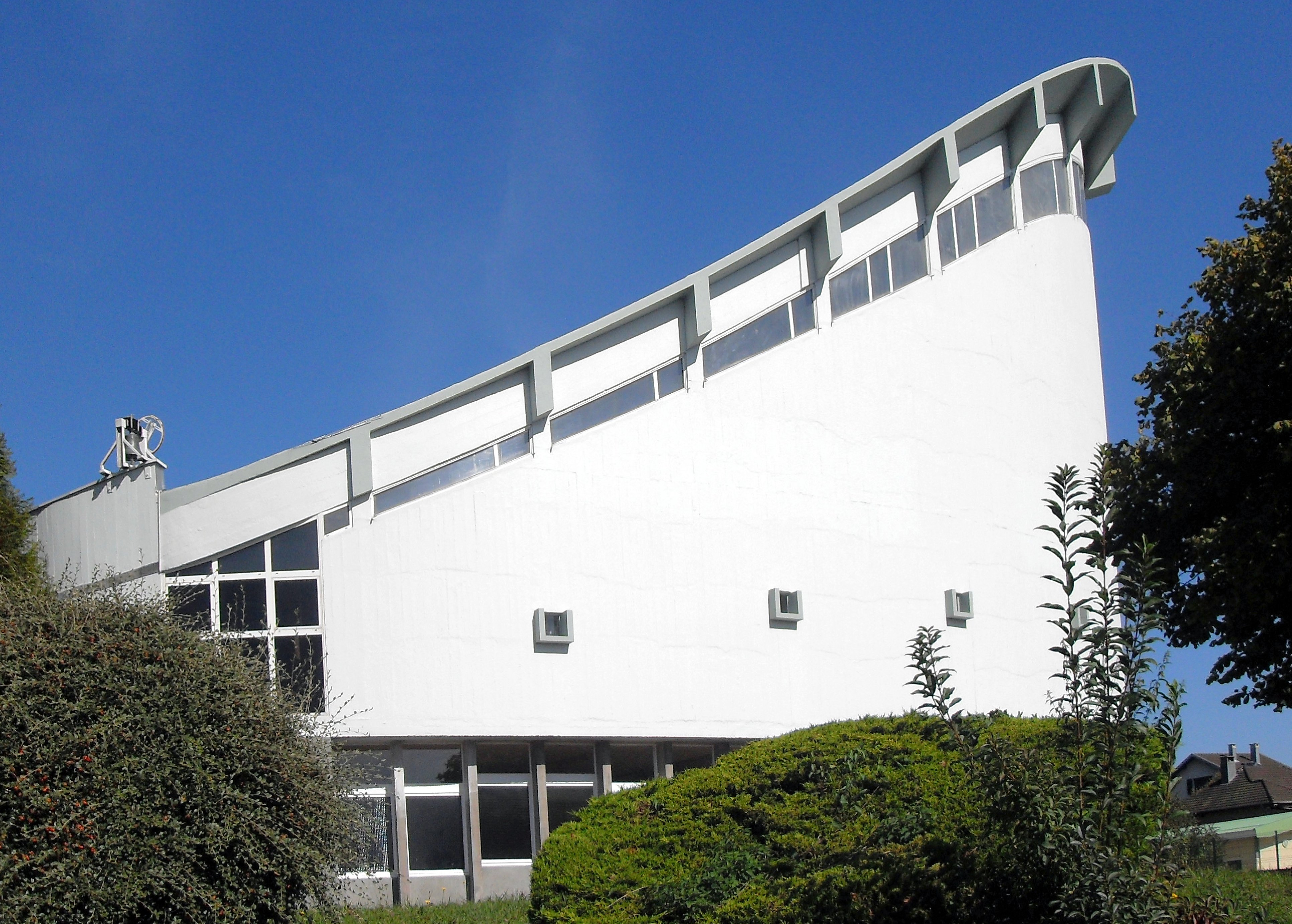

## Bevölkerung
| Jahr                       | 1962 | 1968 | 1975 | 1982 | 1990 | 1999 | 2007 | 2019 |
| -------------------------- | ---- | ---- | ---- | ---- | ---- | ---- | ---- | ---- |
| Einwohner                  | 5482 | 7201 | 7922 | 7139 | 5605 | 5104 | 4850 | 5786 |
| Quellen: Cassini und INSEE |      |      |      |      |      |      |      |      |

Mit 5865 Einwohnern (Stand 1. Januar 2022) gehört Grand-Charmont zu den größeren Gemeinden des Départements Doubs. Nachdem die Einwohnerzahl in der ersten Hälfte des 20. Jahrhunderts nur relativ geringe Schwankungen gezeigt hatte, setzte mit der Errichtung der Neubausiedlungen ab etwa 1960 eine markante Bevölkerungszunahme ein. Innerhalb von rund zehn Jahren vervierfachte sich die Einwohnerzahl. Mit fast 8000 Einwohnern wurde Mitte der 1970er Jahre der Höchststand erreicht. Danach wurde ein deutlicher Bevölkerungsrückgang verzeichnet. Erst 2008 wurde der rückläufige Trend gestoppt. Heute ist das Siedlungsgebiet von Grand-Charmont mit denen von Montbéliard, Vieux-Charmont und Sochaux zusammengewachsen.

## Wirtschaft und Infrastruktur
Seit Mitte des 20. Jahrhunderts entwickelte sich Grand-Charmont rasch zum Wohnvorort von Montbéliard. Heute sind in der Gemeinde verschiedene Betriebe des Kleingewerbes ansässig, größere Industrie- und Gewerbekomplexe sind keine vorhanden. Daneben gibt es zahlreiche Geschäfte des Einzelhandels für den täglichen Bedarf. Viele Erwerbstätige sind jedoch Wegpendler, die in den anderen Gemeinden der Agglomeration Montbéliard ihrer Arbeit nachgehen. Grand-Charmont ist Standort eines Collège, eines Gymnasiums und eines Medizinischen Zentrums.
Die Ortschaft ist verkehrstechnisch gut erschlossen. Sie liegt an einer Departementsstraße, die von Bethoncourt nach Vieux-Charmont führt. Der nächste Anschluss an die Autobahn A36 befindet sich in einer Entfernung von ungefähr drei Kilometern. Weitere Straßenverbindungen bestehen mit Montbéliard, Sochaux und Nommay. Mit der Stadt Montbéliard und den umliegenden Gemeinden ist Grand-Charmont durch verschiedene Buslinien verbunden.

## Gemeindepartnerschaft
Seit 1972 pflegt Grand-Charmont eine Partnerschaft mit Dohlain in der Gemeinde Limbourg in Belgien.